# Fermana Calcio 2004-2005
Questa pagina raccoglie le informazioni riguardanti la Fermana Calcio nelle competizioni ufficiali della stagione 2004-2005.

## Stagione
Nella stagione 2004-2005 la Fermana disputa il girone B del campionato di Serie C1, vi raccoglie 39 punti con il quattordicesimo posto finale. Non basta per ottenere la salvezza, disputa allora il Play-out incrociando il Chieti, ottiene due preziosi pareggi, che valgono il mantenimento della categoria, perché i neroverdi con 30 punti si sono piazzati in penultima posizione in campionato. Si è trattato di un girone con squadre di alto blasone, vinto dal Rimini che ha ottenuto la promozione diretta, mentre la finale Play-off ha promosso l'Avellino, che ha superato il Napoli. La Fermana allenata da Marco Cari disputa un campionato regolare, con 20 punti ottenuti nel girone di andata e 19 nel girone di ritorno, per un punto manca la salvezza diretta, ma vince con patemi il Play-out, con la salvezza agguantata in pieno recupero nella gara di ritorno. Nella Coppa Italia di Serie C la squadra gialloblù disputa il girone L di qualificazione, che ha promosso il Gualdo ai sedicesimi di finale.

## Rosa
| N. |                   | Ruolo | Calciatore           |
| -- | ----------------- | ----- | -------------------- |
|    | Italia (bandiera) | D     | Luca Bisello Ragno   |
|    | Italia (bandiera) | A     | Andrea Bucchi        |
|    | Italia (bandiera) | C     | Simone Ceccobelli    |
|    | Italia (bandiera) | P     | Mauro Chiodini       |
|    | Italia (bandiera) | C     | Paolo Cotroneo       |
|    | Italia (bandiera) | C     | Yuri Croceri         |
|    | Italia (bandiera) | D     | Vito Di Bari         |
|    | Italia (bandiera) | C     | Palmiro Di Dio       |
|    | Italia (bandiera) | A     | Patrick Kalambay     |
|    | Italia (bandiera) | D     | Andrea Mengoni       |
|    | Italia (bandiera) | D     | Giovanni Micallo     |
|    | Italia (bandiera) | C     | Crocefisso Miglietta |

| N. |                   | Ruolo | Calciatore          |
| -- | ----------------- | ----- | ------------------- |
|    | Italia (bandiera) | C     | Matteo Monti        |
|    | Italia (bandiera) | C     | Alfredo Nardoni     |
|    | Italia (bandiera) | A     | Alessandro Onesti   |
|    | Italia (bandiera) | A     | Ranieri Pirro       |
|    | Italia (bandiera) | C     | Roberto Romualdi    |
|    | Italia (bandiera) | C     | Christian Scarlato  |
|    | Italia (bandiera) | P     | Francesco Scotti    |
|    | Italia (bandiera) | A     | Alessandro Smerilli |
|    | Italia (bandiera) | A     | Andrea Staffolani   |
|    | Italia (bandiera) | A     | Marco Testa         |
|    | Italia (bandiera) | D     | Fabio Tinazzi       |
|    | Italia (bandiera) | C     | Daniele Vitali      |

## Risultati

### Campionato

#### Girone di andata
| Arbitro: | Ferrandini (Sondrio) |

|  |           |               |
|  | Marcatori | 71’ A. Bucchi |

| Arbitro: | Damato (Barletta) |

|                          |           |  |
| D. Vitali 72’ Onesti 76’ | Marcatori |  |

| Chieti 26 settembre 2004 3ª giornata | Chieti            | 0 – 0 | Fermana | Stadio Guido Angelini\| Arbitro: \| Stallone (Foggia) \| |
| Arbitro:                             | Stallone (Foggia) |       |         |                                                          |

| Arbitro: | Crugliano (Crotone) |

|                              |           |                                      |
| Miglietta 36’ V. Di Bari 46’ | Marcatori | 20’, 42’, 60’ Martini 69’ A. De Rosa |

| Arbitro: | Cavarretta (Trapani) |

|              |           |  |
| Da Silva 14’ | Marcatori |  |

| Fermo 17 ottobre 2004 6ª giornata | Fermana           | 0 – 0 | SPAL | Stadio Bruno Recchioni\| Arbitro: \| Herberg (Messina) \| |
| Arbitro:                          | Herberg (Messina) |       |      |                                                           |

| Arbitro: | Lops (Torino) |

|  |           |             |
|  | Marcatori | 52’ Mengoni |

| Arbitro: | Orsato (Schio) |

|  |           |                     |
|  | Marcatori | 64’ (rig.) G. Russo |

| Arbitro: | Marelli (Como) |

|                                 |           |                |
| C. Del Grosso 13’ Cozzolino 67’ | Marcatori | 77’ Staffolani |

| Arbitro: | Vuoto (Livorno) |

|                                        |           |                                                           |
| R. Magliocco 17’, 68’, 90+2’ Campo 35’ | Marcatori | 4’, 28’, 33’ A. Bucchi 25’ Kalambay 48’ Testa 78’ Micallo |

| Arbitro: | Pierpaoli (Padova) |

|              |           |                     |
| Smerilli 64’ | Marcatori | 83’ (rig.) M. Rossi |

| Arbitro: | Barbirati (Ferrara) |

|               |           |  |
| A. Bucchi 46’ | Marcatori |  |

| Pesaro 5 dicembre 2004 13ª giornata | Vis Pesaro         | 0 – 0 | Fermana | Stadio Tonino Benelli\| Arbitro: \| Scoditti (Bologna) \| |
| Arbitro:                            | Scoditti (Bologna) |       |         |                                                           |

| Arbitro: | Ciampi (Roma) |

|  |           |                            |
|  | Marcatori | 48’ A. Costa 90’ Napolioni |

| Arbitro: | Herberg (Messina) |

|                                |           |  |
| Ghirardello 62’ V. Moretti 64’ | Marcatori |  |

| Arbitro: | Candussio (Cervignano del Friuli) |

|  |           |              |
|  | Marcatori | 64’ Giacobbo |

| Arbitro: | Barbirati (Ferrara) |

|             |           |            |
| Di Nardo 3’ | Marcatori | 45’ Onesti |

#### Girone di ritorno
| Arbitro: | Velotto (Grosseto) |

|  |           |             |
|  | Marcatori | 60’ Beretta |

| Arbitro: | Giglioni (Siena) |

|             |           |           |
| Gautieri 9’ | Marcatori | 32’ Pirro |

| Arbitro: | Lioce (Molfetta) |

|                                  |           |             |
| Croceri 47’ Sciarrone 76’ (aut.) | Marcatori | 33’ Di Vito |

| Arbitro: | Lops (Torino) |

|  |           |              |
|  | Marcatori | 79’ Smerilli |

| Arbitro: | La Mura (Nocera Inferiore) |

|                |           |              |
| Staffolani 78’ | Marcatori | 34’ Da Silva |

| Arbitro: | Lena (Ciampino) |

|               |           |  |
| Altobelli 46’ | Marcatori |  |

| Arbitro: | Forconi (Aprilia) |

|  |           |                                         |
|  | Marcatori | 32’ Grieco 35’, 76’ Cellini 79’ Stroppa |

| Rimini 6 marzo 2005 25ª giornata | Rimini         | 0 – 0 | Fermana | Stadio Romeo Neri\| Arbitro: \| Damato (Lecce) \| |
| Arbitro:                         | Damato (Lecce) |       |         |                                                   |

| Arbitro: | Marrocco (Pisa) |

|               |           |  |
| A. Bucchi 58’ | Marcatori |  |

| Arbitro: | Stallone (Foggia) |

|  |           |                                       |
|  | Marcatori | 77’ (rig.) R. Magliocco 90+1’ Corallo |

| Arbitro: | Giglioni (Siena) |

|                                   |           |              |
| Maniero 9’, 50’ De Franceschi 68’ | Marcatori | 73’ Smerilli |

| Arbitro: | Lioce (Molfetta) |

|                         |           |  |
| Nassi 10’, 65’ Cini 14’ | Marcatori |  |

| Arbitro: | Damato (Barletta) |

|                          |           |                        |
| Croceri 2’ A. Bucchi 46’ | Marcatori | 62’ (rig.) Di Domenico |

| Arbitro: | Vuoto (Livorno) |

|                  |           |  |
| Adeshina 3’, 17’ | Marcatori |  |

| Arbitro: | Pierpaoli (Firenze) |

|                                  |           |                            |
| Criaco 44’ Ceccobelli 57’ (rig.) | Marcatori | 6’ Rastelli 42’ Biancolino |

| Arbitro: | Zanzi (Lugo di Romagna) |

|                                 |           |  |
| Sgrigna 58’ (rig.) Giacobbo 66’ | Marcatori |  |

| Arbitro: | Spadaccini (Vasto) |

|                                   |           |                          |
| A. Bucchi 20’, 54’ Staffolani 26’ | Marcatori | 45+3’ (rig.), 76’ Molino |

### Play-out
| Chieti 29 maggio 2005 Andata | Chieti              | 0 – 0 | Fermana | Stadio Guido Angelini\| Arbitro: \| Gervasoni (Mantova) \| |
| Arbitro:                     | Gervasoni (Mantova) |       |         |                                                            |

| Arbitro: | Celi (Bari) |

|               |           |                |
| Micallo 90+5’ | Marcatori | 88’ Zaccagnini |

### Coppa Italia di Serie C

#### Girone L
| Tolentino 14 agosto 2004 1ª giornata | Tolentino | 2 – 1 | Fermana | Stadio della Vittoria |

| Fermo 18 agosto 2004 2ª giornata | Fermana | 3 – 0 | Gubbio | Stadio Bruno Recchioni |

| Fermo 28 agosto 2004 3ª giornata | Fermana | 2 – 3 | Gualdo | Stadio Bruno Recchioni |

| 1° settembre 2004 4ª giornata |  | – Turno di riposo Fermana |  |  |

| San Benedetto del Tronto 5 settembre 2004 5ª giornata | Sambenedettese | 2 – 2 | Fermana | Stadio Riviera delle Palme |